# 浪穹紫堇
浪穹紫堇（学名：Corydalis pachycentra）为罂粟科紫堇属下的一个种。

## 扩展阅读
- 維基物種上的相關：浪穹紫堇